# کابوس (فیلم ۲۰۰۰)
کابوس (انگلیسی: Nightmare) فیلمی در ژانر ترسناک است که در سال ۲۰۰۰ منتشر شد.